# اشچینیتک، شهرستان وارساو غربی
اشچینیتک، شهرستان وارساو غربی (به لاتین: Trzciniec, Warsaw West County) یک منطقهٔ مسکونی در لهستان است که در Gmina Leszno واقع شده‌است.